# Henckelia communis
Henckelia communis là một loài thực vật có hoa trong họ Tai voi (Gesneriaceae). Loài này được William Jackson Hooker mô tả khoa học đầu tiên năm 1845 dưới danh pháp Chirita zeylanica. Hiện nay, sau khi chia tách chi Chirita thì nó thuộc về chi Henckelia.
Cả hai danh pháp C. zeylanica và C. communis đều là đồng nghĩa gốc hợp lệ và C. zeylanica được công bố trước năm 1845, nhưng do danh pháp Henckelia zeylanica đã bị chiếm chỗ trước từ năm 1997 khi A. Weber & B. L. Burtt chuyển loài Didymocarpus zeylanicus R. Br., 1840 sang chi Henckelia và hiện nay nó vẫn thuộc chi này, nên tính từ định danh communis được sử dụng để chỉ loài này (H. communis).